# Mimi Cave
Pour les articles homonymes, voir Cave.
Mimi Cave est une réalisatrice américaine.

## Biographie
Née à Chicago, Mimi Cave commence sa carrière dans la musique en réalisant des clips pour des artistes tels que Vance Joy, Danny Brown, Sleigh Bells, Sylvan Esso,  ou Tune-Yards,.
En 2016, elle rejoint la DGA en tant que Directrice Commerciale et réalise des spots publicitaires pour Banana Republic, Vitamin Water, Burger King ou Pinterest. 
Elle réalise plusieurs courts métrages qui sont projetés au Festival du film de Los Angeles, au Festival international du film de San Francisco, au Festival international du film de Denver (en), au Festival international du film de Cleveland et au Festival Silhouette de Paris, entre autres. 
Son court métrage I'm Happy, I Promise est sélectionné officiellement pour le SXSW 2020. 
Début janvier 2022 elle fait ses débuts au cinéma en tant que réalisatrice avec le film Fresh, présenté en avant-première au Festival du film de Sundance lors de la session Midnight.

## Filmographie
- 2015 : Vessel (court métrage, réalisation et scénario)
- 2017 : Sleigh Bells: And Saints (court métrage)
- 2018 : Vance Joy: We're Going Home (court métrage)
- 2019 : I'm Happy, I Promise (court métrage)
- 2022 : Fresh
- 2025 : Holland